# Бурогорлая ржанка
Бурогорлая ржанка (лат. Oreopholus ruficollis) — кулик из семейства Charadriidae, единственный современный представитель рода Oreopholus. Родственник этого вида, Oreopholus orcesi, был описан по ископаемым останкам.

## Распространение и места обитания
Встречается от уровня моря до 4500 метров над уровнем моря. Гнездится в Андах Аргентины, Боливии, Чили и Перу. Летом негнездящиеся мигранты появляются в низменностях западного и восточного побережий Южной Америки и проникают на север вплоть до Эквадора, Бразилии и Уругвая. Иногда залетает на Фолклендские острова. Естественные места обитания этого вида — субтропические или тропические засушливые кустарниковые биотопы, пастбища умеренного пояса, субтропические или тропические высокогорные пастбища и луга.

## Описание
Длина от 28 до 28 см. Шапочка на голове черновато-серая; от клюва через глаз до затылка проходит относительно узкая чёрная уздечка, сверху и снизу она ограничена широкими белыми полосками; горло красновато-коричневое; спина коричневато-серая, с чёрными и бурыми полосами; верх груди сероватый с коричневым оттенком внизу; брюшко кремового цвета с хорошо заметным чёрным пятном в центре; черноватые крылья с коричневыми полосами и белым краем. Сероватый хвост с коричневым оттенком и чёрными субтерминальными полосами на крайних рулевых. Клюв чёрный, лапы розоватые.

## Питание
Питается, в основном, насекомыми.

## Размножение
Гнездится в Андах. Гнездится в углублении на песке, где самка откладывает 4 яйца коричневатого цвета с чёрными пятнами, размером 43 на 33 мм.